# 聴性脳幹反応
聴性脳幹反応（ちょうせいのうかんはんのう、英: Auditory brainstem response）とは、被験者の意識や心理に左右されない他覚的聴力検査の代表的なものである。英語のAuditory brainstem responseの略よりABRと呼ばれる。

## 概要
音刺激により誘発される脳波をコンピュータで加算して得られる。本人の意志や意識（覚醒しているかどうか）とは無関係に誘発されるため、幼児の聴覚閾値検査、脳幹機能のモニタリング（脳死判定の基準）、機能的難聴（心因性難聴、詐病）、聴神経腫瘍の診断などに用いられる。10msec内に7つの陽性の波が出現する。
各波は以下の部位の神経活動を表している
- I波 - 蝸牛神経
- II波 - 蝸牛神経核
- III波 - 上オリーブ核
- IV波 - 外側毛帯
- V波 - 下丘
- VI波 - 内側膝状体

音圧が低くなるとIからIV波がみられなくなり、V波が最後まで残る。波の出現閾値は、標準純音聴力検査の閾値より10 - 20dB小さいと考えられる。I波は脳幹機能でないため、脳死状態においてもみられる。